# Антарктическа скуа
Антарктическа скуа (Stercorarius maccormicki) е вид птица от семейство Stercorariidae.

## Разпространение
Видът е разпространен в Антарктида, Антигуа и Барбуда, Аржентина, Барбадос, Бразилия, Гваделупа, Доминика, Канада, Коста Рика, Малдивите, Мартиника, Мексико, Микронезия, Монсерат, Мозамбик, Намибия, Нова Зеландия, Панама, Перу, Сейнт Китс и Невис, Сейнт Лусия, Сен Пиер и Микелон, Сейнт Винсент и Гренадини, Сейшелите, Суринам, САЩ, Тринидад и Тобаго, Фолкландски острови, Френска Гвиана, Чили, Южна Африка, Южна Джорджия и Южни Сандвичеви острови и Япония.